# Estación de Villada
Villada es una estación ferroviaria situada en la localidad española de Villada, en la provincia de Palencia, comunidad autónoma de Castilla y León. Dispone de servicios de Media Distancia operados por Renfe. Cumple también funciones logísticas.

## Situación ferroviaria
La estación se encuentra en el punto kilométrico 46,127 de la línea férrea de ancho ibérico que une Venta de Baños con Gijón a 793 metros de altitud, entre las estaciones de Cisneros y Grajal. El tramo es de vía doble y está electrificado. Históricamente la estación pertenecía a la línea Palencia-La Coruña.
También formaba parte de la línea de vía estrecha que unía Medina de Ríoseco con Villada, y que pertenecía a los FFCC Secundarios de Castilla.

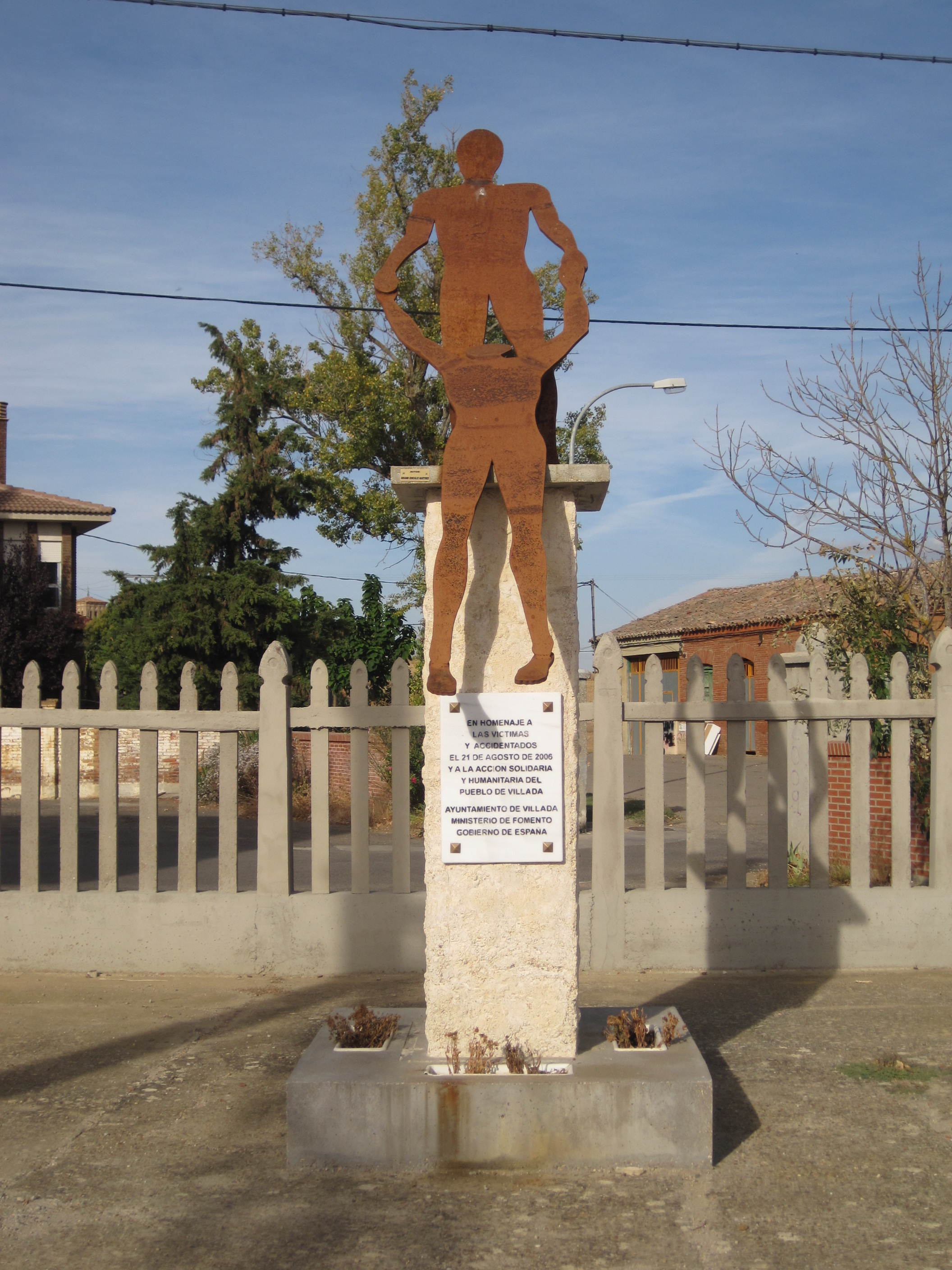
Monumento erigido en recuerdo de las víctimas del accidente acaecido en la estación en 2006.

## Historia
La estación fue abierta al tráfico el 8 de noviembre de 1863 con la puesta en marcha del tramo León-Palencia de la línea que pretendía unir Palencia con La Coruña. La Compañía de los Ferrocarriles del Noroeste de España constituía en 1862 fue la encargada de la construcción y explotación del trazado. En 1878, apremiada por el Estado para que concluyera sus proyectos en marcha Noroeste se declaró en quiebra tras un intento de fusión con MZOV que no prosperó. Fue entonces cuando la estación pasó a manos de la Compañía de los Ferrocarriles de Asturias, Galicia y León creada para continuar con las obras iniciadas por Noroeste y gestionar sus líneas. Sin embargo la situación financiera de esta última también se volvió rápidamente delicada siendo absorbida por Norte en 1885. En 1941, la nacionalización del ferrocarril en España supone la desaparición de esta última y su integración en la recién creada RENFE. 
Desde el 31 de diciembre de 2004 Renfe Operadora explota la línea mientras que Adif es la titular de las instalaciones ferroviarias.
El 21 de agosto de 2006, un tren Diurno que recorría el trayecto La Coruña/Vigo - Hendaya/Bilbao descarriló en un cambio de vía al que llegó con exceso de velocidad al entrar en la estación de Villada donde no tenía parada y donde se le había cambiado de vía para poder adelantar un Regional que sí la tenía. Fallecieron siete personas y ochenta y seis resultaron heridas.

## La estación
Se sitúa al suroeste del núcleo urbano. El edificio para viajeros es un amplio edificio de base rectangular y dos plantas con disposición lateral a las vías. Está cubierto con un tejado de dos vertientes. Sus paredes están revestidas de piedra. Cuenta con dos vías principales (vías 1 y 2) y tres vías derivadas (vías 3, 5 y 7). Dos andenes, uno lateral y otro central dan acceso a las vías. El cambio de andén se realiza gracias a un paso subterráneo. En el exterior del recinto existe un aparcamiento habilitado. Tanto el aparcamiento como los andenes han sido adaptados a las personas con discapacidad. 

## Servicios ferroviarios

### Media Distancia
Los servicios de Media Distancia de Renfe que tienen parada en la estación enlazan principalmente Villada con las ciudades de León, Valladolid y Madrid.
| Línea MD | Servicio        | Origen/Destino          | Paradas intermedias | Destino/Origen          |
| -------- | --------------- | ----------------------- | --- | ----------------------- |
| 17       | MD              | Madrid-Príncipe Pío     | Villalba · El Escorial · Zarzalejo · Robledo de Chavela · Santa María de la Alameda-Peguerinos · Las Navas del Marqués · Navalperal · Herradón-La Cañada · Ávila · Arévalo · Medina del Campo · Valladolid-Campo Grande · Venta de Baños · Palencia · Paredes de Nava · Villada · Sahagún | León                    |
| 17       | MD              | Madrid-Príncipe Pío     | Villalba · El Escorial · Ávila · Arévalo · Medina del Campo · Valladolid-Campo Grande · Venta de Baños · Palencia · Paredes de Nava · Villada · Sahagún | León                    |
| 17       | MD              | León                    | Sahagún · Villada · Paredes de Nava · Palencia · Venta de Baños · Valladolid-Universidad · Valladolid-Campo Grande · Medina del Campo · Arévalo · Ávila · Herradón-La Cañada · Navalperal · Las Navas del Marqués · Santa María de la Alameda-Peguerinos · Robledo de Chavela · Zarzalejo · El Escorial · Villalba | Madrid-Príncipe Pío     |
| 17       | Regional Exprés | Palencia                | Grijota · Becerril · Paredes de Nava · Cisneros · Villada · Grajal · Sahagún · El Burgo Ranero · Santas Martas · Palanquinos | León                    |
| 17       | Regional Exprés | Ponferrada              | San Miguel de las Dueñas · Bembibre · La Granja · Brañuelas · Porqueros · Vega-Magaz · Astorga · Nistal · Barrientos · Veguellina · Villavante · Quintana-Raneros · León · Palanquinos · El Burgo Ranero · Sahagún · Grajal · Villada · Paredes de Nava · Becerril · Grijota · Palencia · Venta de Baños · Dueñas · Cabezón de Pisuerga · Valladolid-Universidad                                                                                             | Valladolid-Campo Grande |
| 24       | Regional        | Valladolid-Campo Grande | Valladolid-Universidad · Cabezón de Pisuerga · Corcos-Aguilarejo · Cubillas de Santa Marta · Dueñas · Venta de Baños · Palencia · Grijota · Becerril · Paredes de Nava · Villada · Grajal · Sahagún · El Burgo Ranero · Palanquinos · León · La Robla · La Pola de Gordón · Santa Lucía · Villamanín · Busdongo · Linares-Congostinas · Puente de los Fierros · Campomanes · Pola de Lena · Ujo · Mieres-Puente · Llamaquique · Oviedo · Calzada de Asturias | Gijón                   |